# 카인과 아벨

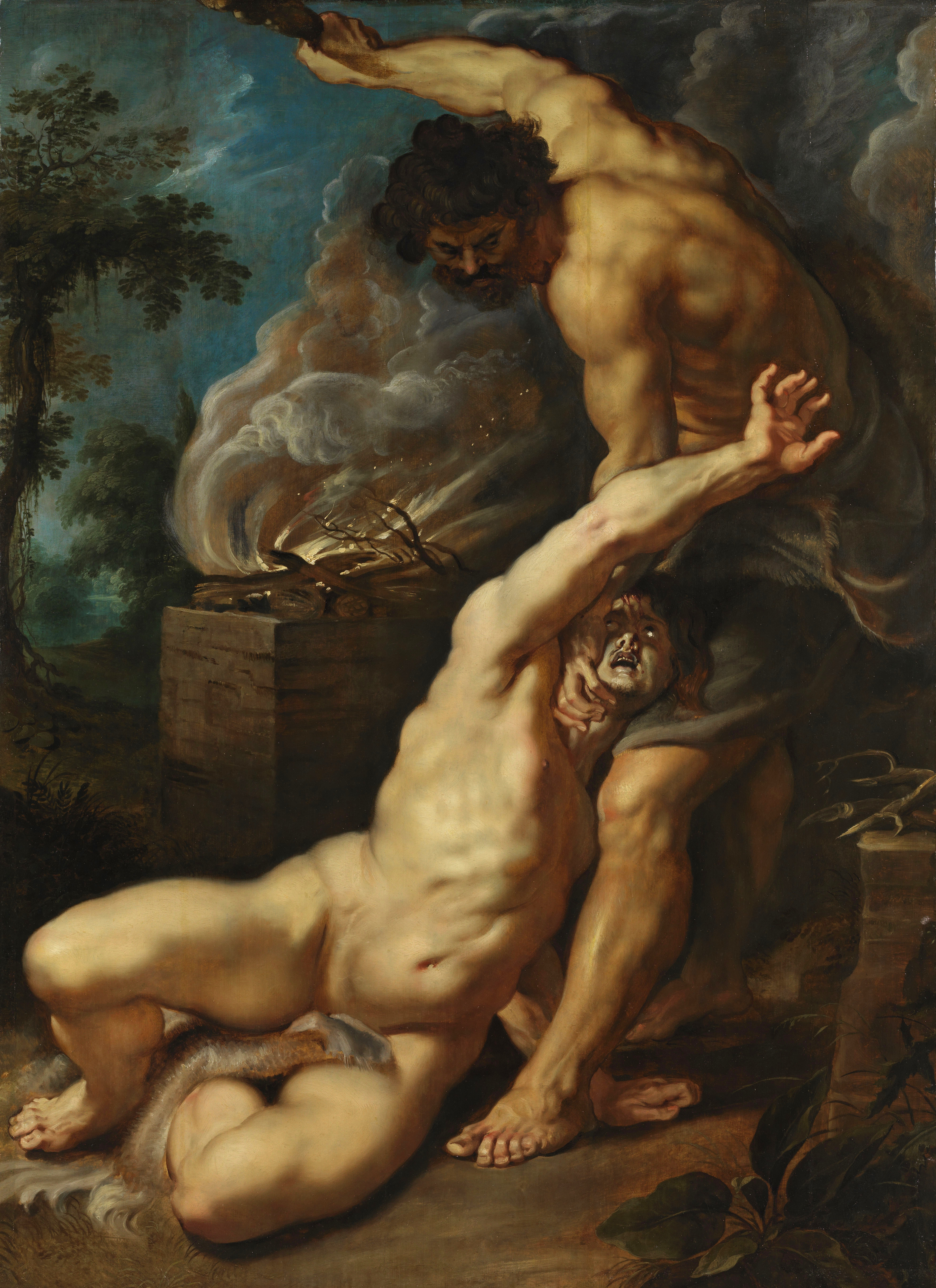
페테르 파울 루벤스의 카인의 아벨 살해 (c. 1600년경)

카인과 아벨은 아담과 하와의 첫 두 아들이다. 맏아들 카인은 농부였고, 그의 동생 아벨은 양치기였다. 형제들은 각자의 밭에서 희생 제물을 하느님께 바쳤다. 하느님은 아벨의 제물은 받으셨지만, 카인의 제물은 받지 않으셨다. 카인은 아벨을 죽였고, 하느님은 카인을 저주하여 유랑하는 삶을 살게 하셨다. 카인은 그 후 놋 땅(고대 히브리어: נוֹד)에 거주하며 도시를 건설하고 에녹으로 시작되는 후손들을 낳았다.
신약성경의 히브리인들에게 보낸 편지는 아벨의 희생이 믿음으로 바쳐졌기 때문에 카인의 희생보다 더 받아들여졌고, 아벨이 하느님의 인정을 받았다고 해석한다. 쿠르아에서는 카인과 아벨이 각각 카빌(아랍어: قابيل)과 하빌(هابيل)로 알려져 있다. 이슬람 전통에서 카인과 아벨 이야기는 카인을 질투와 욕정에 사로잡혀 악마의 인도를 받아 살인자가 된 첫 살인자로 묘사하며, 죄책감과 불명예로 벌을 받는 것으로 나타나지만 일부 학자들은 형제들의 정체와 동기에 대해 논쟁한다. 세트파 요한의 묵시록에서 카인과 아벨은 아르콘이자 데미우르고스 얄다바오트의 자식들로, 야훼와 엘로힘이라 불리지만 속이기 위해 카인과 아벨이라고 불린다.
카인과 아벨 이야기는 학문적 성경 연구에서 초기 농업 사회의 긴장—예를 들어 유목 목동과 정착 농부 사이의 긴장—을 반영하는 상징적인 이야기로 널리 해석되며, 고대 메소포타미아 신화인 엔릴이 농부 신을 선택한다에서 유래했을 수 있다. 카인과 아벨은 중세 시대부터 현대 대중문화에 이르기까지 예술, 문학, 연극, 음악, 영화에서 인용되고 재해석되며 형제살해와 형제간 갈등의 영원한 문화적 상징이 되었다.

## 창세기의 서술

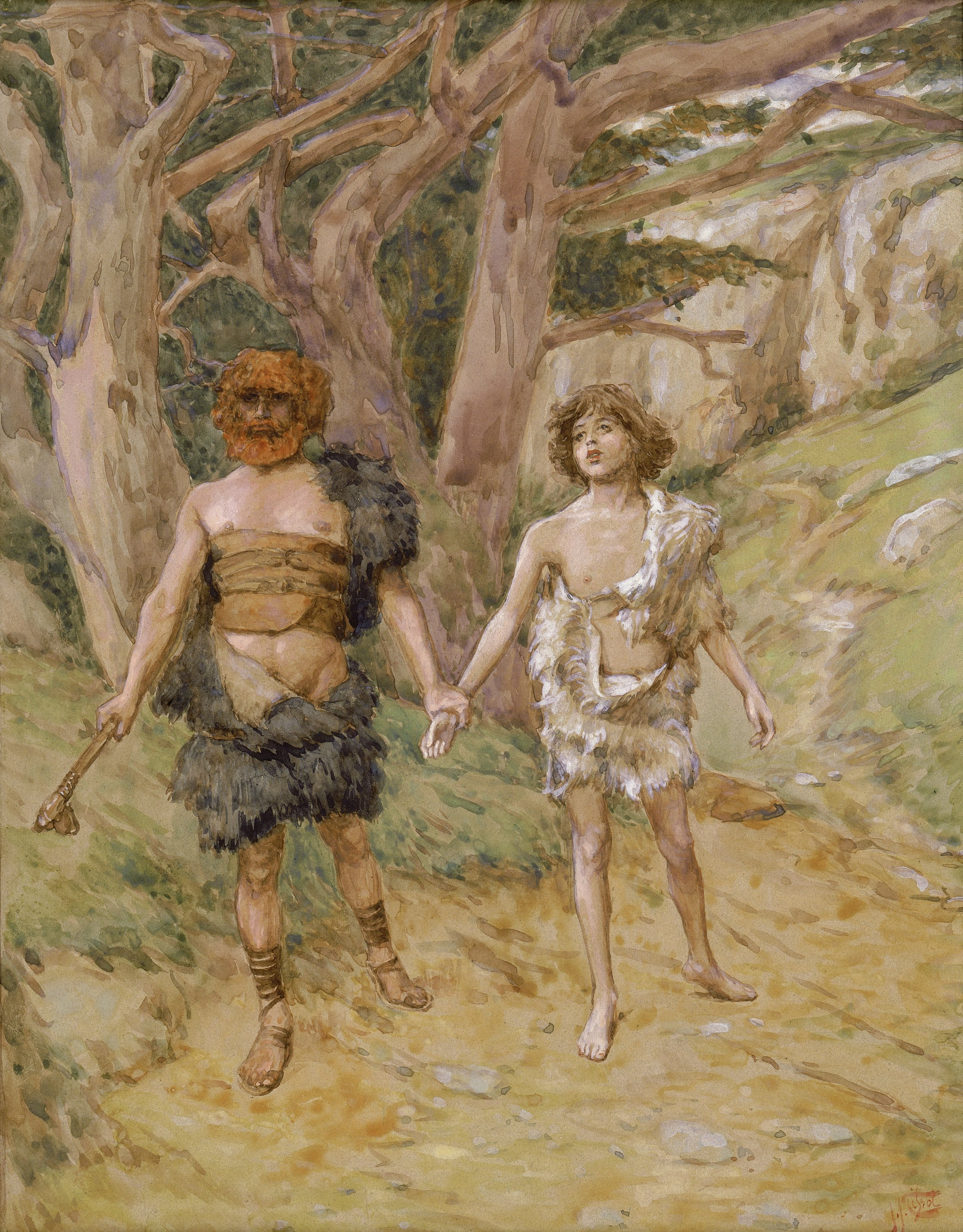
제임스 티소의 카인이 아벨을 죽음으로 이끌다, c. 1900년경

카인이 아벨을 살해하고 그에 따른 결과는 창세기 4장 1~18절에 기록되어 있다.
아담이 그의 아내 하와를 알자 하와가 임신하여 카인을 낳고 이르되 "내가 야훼의 도움으로 남자를 얻었다." 그 후에 그가 아벨을 낳았으니 아벨은 양을 치는 자였고 카인은 밭을 가는 자였더라. 세월이 흐른 후 카인은 땅의 열매로 야훼께 제물을 드렸고 아벨은 자기 양 떼의 첫 새끼와 그 기름진 것으로 제물을 드렸더라. 야훼께서 아벨과 그의 제물은 받으셨으나 카인과 그의 제물은 받지 않으셨더라. 그러므로 카인이 몹시 분하여 얼굴이 바뀌니 야훼께서 카인에게 이르시되
"네가 어찌하여 분하며

네 얼굴이 어찌하여 바뀌었느냐?

네가 선을 행하면

어찌 낯을 들지 못하겠느냐?

네가 선을 행하지 아니하면

죄가 문에 엎드려 있느니라.

죄가 너를 원하나

너는 죄를 다스릴지니라."

카인이 그의 아우 아벨에게 말하되, "들로 나가자." 그들이 들에 있을 때 카인이 그의 아우 아벨을 쳐죽이니라.
야훼께서 카인에게 이르시되 "네 아우 아벨이 어디 있느냐?" 그가 이르되 "내가 알지 못하나이다. 내가 내 아우를 지키는 자니이까?" 야훼께서 이르시되 "네가 무엇을 하였느냐? 들으라. 네 아우의 피 흘린 소리가 땅에서부터 내게 호소하느니라! 땅이 그 입을 열어 네 손에서 네 아우의 피를 받았으니 이제 네가 땅에서 저주를 받으리라. 네가 밭을 갈아도 땅이 다시는 그 효력을 네게 주지 아니할 것이요, 너는 땅에서 유리하는 자가 되리라." 카인이 야훼께 아뢰되 "내 죄벌이 내게 감당할 수 없나이다! 주께서 오늘 내게서 이 땅을 떠나게 하시니 내가 주의 낯을 피하여 숨을 것이요, 땅에서 유리하는 자가 되오리니 무릇 나를 만나는 자마다 나를 죽이려 할 것입니다." 야훼께서 그에게 이르시되 "그렇지 아니하다! 카인을 죽이는 자는 칠 배의 벌을 받으리라." 그리고 야훼께서 카인에게 표를 주사 그를 만나는 자마다 그를 죽이지 못하게 하시니라.

카인이 야훼의 면전에서 떠나 에덴 동쪽 놋 땅에 거주하더니 카인이 그의 아내를 알매 그가 임신하여 에녹을 낳은지라. 카인이 성을 쌓고 그의 아들의 이름인 에녹으로 성 이름을 지었더라. — 창세기, 4:1–18

### 내용주
1. ↑  4:1 – 히브리어 동사 "알다"는 친밀하거나 성적인 지식과 소유를 의미한다. "카인"이라는 이름은 "대장장이"를 의미하며 "얻었다"로 번역되지만 "만들다"를 의미할 수도 있는 동사와 유사하다. (Alter 2008:29).
2. ↑  4:2 – 아벨의 이름은 "증기" 또는 "한숨"과 관련될 수 있다. (Alter 2008:29).
3. ↑  4:8 – "들로 나가자"는 마소라 본문에는 없지만, 칠십인역과 사마리아 오경을 포함한 다른 번역본에는 나온다.
4. ↑  4:9 – 전통적으로 "내가 내 아우를 지키는 자니이까?"로 번역되는 구절은 히브리어 "Hă-šōmêr 'āḥî 'ānōḵî?"이다. "지키는 자"는 동사 shamar(שמר)에서 유래하며 '지키다, 보존하다, 지켜보다'는 뜻이다.
5. ↑  4:10–12 – 카인은 min-ha-adamah에서, 곧 땅에서 저주를 받는데, 이는 "사람"과 "아담"과 같은 어근이다.

## 기원

### 이야기의 맥락
첫 번째 살해당한 희생자인 아벨은 때때로 첫 번째 순교자로 여겨지며, 첫 번째 살인자인 카인은 때때로 악의 조상으로 여겨진다. 일부 학자들은 이 페리코프가 유목민 목동과 정착 농부 사이의 갈등을 나타내는 수메르 이야기에 기반을 두었을 수 있다고 제안한다. 현대 학자들은 일반적으로 아담과 하와 및 카인과 아벨 이야기를 농업 시대 문명의 발전에 관한 것으로 본다. 즉, 인류의 시작이 아니라 사람들이 수렵-채집인의 방식을 대체하여 농업을 처음 배웠을 때에 관한 이야기로 본다. 또한 유랑민간의 갈등, 즉 유목민과 정착 농부 사이의 땅과 자원(그리고 신의 은총)을 위한 투쟁을 묘사한 것으로도 여겨진다.
학술 신학자 조셉 블렌킨소프는 카인과 아벨이 실제 인물이라기보다는 상징적이라고 주장한다. 원역사(창세기 처음 11장)에 나오는 거의 모든 인물, 장소, 이야기가 히브리어 성경의 다른 곳에서는 언급되지 않는데, 이는 일부 학자들에게 이 역사가 창세기에 서문으로 추가된 후기 저작임을 시사하는 사실이다. 연대 또한 논쟁의 여지가 있는데, 이 역사가 헬레니즘 문명 시대(기원전 4세기 첫 수십 년)만큼 늦거나 기원전 9~8세기만큼 이를 수도 있지만, 그 이야기들 뒤에 있는 바빌로니아 신화의 높은 수준은 다른 학자들로 하여금 바빌로니아 유수(기원전 6세기)로 연대를 잡게 만들었다. 카인과 아벨의 두드러진 메소포타미아 평행은 엔릴이 농부 신을 선택한다이며, 여기서 목동 신 에메시와 농부 신 엔텐은 그들 중 누가 더 나은지에 대한 분쟁을 최고신 엔릴에게 가져가며, 엔릴은 엔텐(농부)의 편을 들어준다.

## 기독교적 해석
히브리인들에게 보낸 편지의 히브리인들에게 보낸 편지의 저자는 히브리인들에게 보낸 편지 11장:4절에서 카인과 아벨 이야기에 대해 간략하게 언급한다.
믿음으로 아벨은 카인보다 더 나은 제사를 하느님께 드렸으니, 이로써 그는 의롭다는 인정을 받았고, 하느님께서 친히 그의 예물을 인정하셨느니라. 그는 죽었으나 믿음으로 말미암아 지금도 말하느니라.— 히브리인들에게 보낸 편지 11:4, 새 개정 표준판 성경 개정판

## 이슬람적 해석

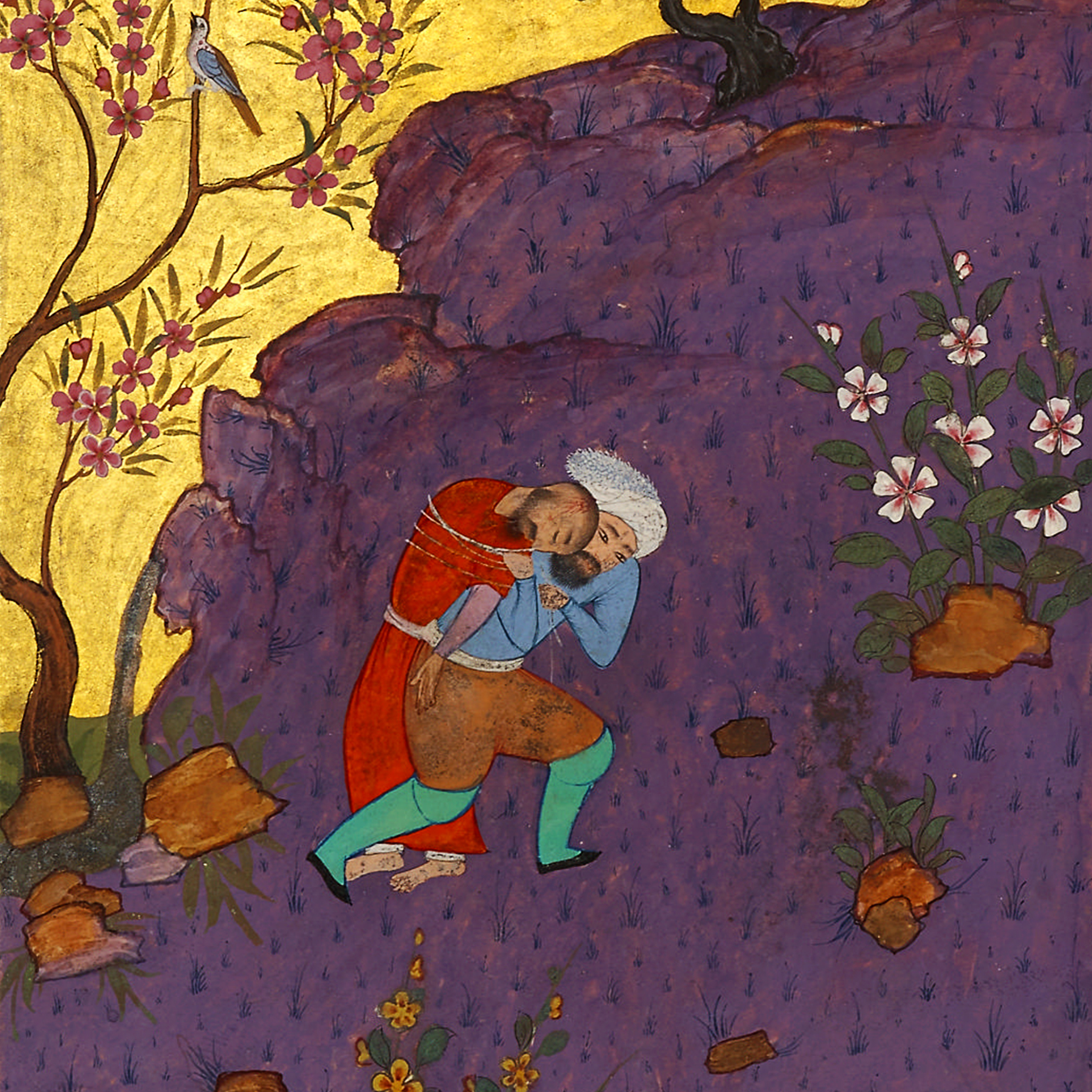
선지자들의 이야기 원고에서 카인이 살해된 아우 아벨을 메고 하느님으로부터 그의 시신을 숨기는 이슬람 삽화.

카인과 아벨 이야기는 쿠란 5:27–31에 나타난다.
[선지자여], 그들에게 아담의 두 아들 이야기에 대해 진실을 말하라. 그들 각자가 희생 제물을 바쳤는데, 한 명의 제물은 받아들여졌고 다른 한 명의 제물은 받아들여지지 않았다. 한 명이 말했다. '내가 너를 죽이리라.' 그러나 다른 한 명은 말했다. '하느님은 오직 자신을 염두에 두는 자들의 희생 제물만을 받으신다. 네가 나를 죽이기 위해 손을 든다 해도, 나는 너를 죽이기 위해 내 손을 들지 않을 것이다. 나는 하느님, 온 세계의 주님을 두려워하며, 네 죄뿐만 아니라 내 죄까지도 네게 부담이 되어 지옥의 주민이 되는 것이 더 낫다고 생각한다. 그것이 악행자들의 보상이다.' 그러나 그의 영혼은 그가 형제를 죽이도록 부추겼다. 그는 그를 죽였고 패배자 중 한 명이 되었다. 하느님은 까마귀를 보내 땅을 파서 그에게 형제의 시체를 덮는 방법을 보여주셨고, 그는 말했다. '아, 나에게 비극이로다! 내가 이 까마귀처럼 되어 내 형제의 시체를 덮을 수 없었단 말인가?' 그는 후회하게 되었다. — 무함마드 압델-할림 번역 쿠란

카인과 아벨 이야기는 이슬람 전통에서 살인을 막는 경고로 사용되었다. 압둘라 이븐 마스우드는 무함마드가 하디스에서 말했다고 전했다.
어떤 영혼도 부당하게 살해되지 않는 한 아담의 아들에게 일부 부담이 지워지지 않으니, 그는 살인 관행을 처음으로 확립한 자였기 때문이다.

이슬람 학자들은 카인이 아벨을 살해한 동기와 형제들이 왜 하느님께 제물을 바쳐야 했는지에 대해 의견이 나뉘었다. 일부 학자들은 카인의 동기가 질투와 욕정이었다고 믿었다. 카인과 아벨 모두 아담의 아름다운 딸 아클리마 (아랍어: Aqlimia')와 결혼하기를 원했다. 분쟁을 해결하기 위해 아담은 각자 하느님께 제물을 바칠 것을 제안했다. 하느님이 제물을 받아들이는 자가 아클리마와 결혼하게 될 것이었다. 너그러운 목동 아벨은 그의 양 떼 중 가장 살찐 것을 하느님께 봉헌물로 바쳤다. 그러나 인색한 농부 카인은 풀 한 묶음과 쓸모없는 씨앗만을 바쳤다. 하느님은 아벨의 제물을 받아들이고 카인의 제물을 거부하셨는데, 이는 아벨이 카인보다 더 의로웠으며 따라서 아클리마를 받을 자격이 더 있다는 것을 나타낸다. 그 결과 아벨이 아클리마와 결혼하기로 결정되었다. 카인은 그녀의 덜 아름다운 여동생과 결혼하게 되었다. 분노와 아클리마에 대한 욕정에 눈이 멀어 카인은 아벨에게 복수하고 아클리마와 함께 도망치려 했다.
또 다른 전통에 따르면, 악마가 카인에게 나타나 아벨에게 복수하는 방법을 가르쳐주었다. 악마는 카인에게 "돌로 아벨의 머리를 치고 그를 죽여라"라고 속삭였다. 살인 후, 악마는 서둘러 하와에게 가서 "하와! 카인이 아벨을 살해했다!"라고 소리쳤다. 하와는 살인이 무엇인지, 죽음이 어떤 느낌인지 몰랐다. 그녀는 당황하고 공포에 질려 "이런! 살인이 무엇이냐?"라고 물었다. 악마는 "그[아벨]는 먹지 않는다. 그는 마시지 않는다. 그는 움직이지 않는다[그것이 살인과 죽음이다]"라고 답했다. 하와는 울음을 터뜨리고 미친 듯이 통곡하기 시작했다. 그녀는 아담에게 달려가 무슨 일이 일어났는지 말하려고 했지만, 너무 통곡하여 말할 수 없었다. 그때부터 여성들은 사랑하는 사람이 죽으면 슬픔에 잠겨 통곡하게 되었다. 또 다른 전통은 카인이 아벨과 다투는 동안 악마가 카인 앞에서 돌로 동물을 죽여 아벨을 살해하는 방법을 보여주었다고 전한다.
아벨을 묻고 가족에게서 도망친 후, 카인은 결혼하여 자녀를 낳았다. 그들은 노아의 홍수 때 폭군들과 불신자들 사이에서 죽었다.
일부 이슬람 학자들은 카인과 아벨 이야기에서 제물 언급에 대해 의아해했다. 제물과 희생은 이슬람의 모세에게 토라가 계시된 후에야 제정되었다. 이는 사이이드 이븐 알-무사이브와 같은 일부 학자들에게 쿠란에 언급된 아담의 아들들이 실제로는 카인과 아벨이 아니라 두 명의 이스라엘인이라는 것을 시사했다.

## 세트파적 해석
세트파에서 사용되는 작품인 요한의 묵시록에서 카인과 아벨은 아르콘이며, 불, 바람, 물, 흙의 원소 위에 놓인 하위 신 또는 데미우르고스인 얄다바오트의 자손이다. 이 이야기에서 그들의 진짜 이름은 야훼와 엘로힘이지만, 속임수의 형태로 지상 이름이 주어진다.

## 유산과 상징

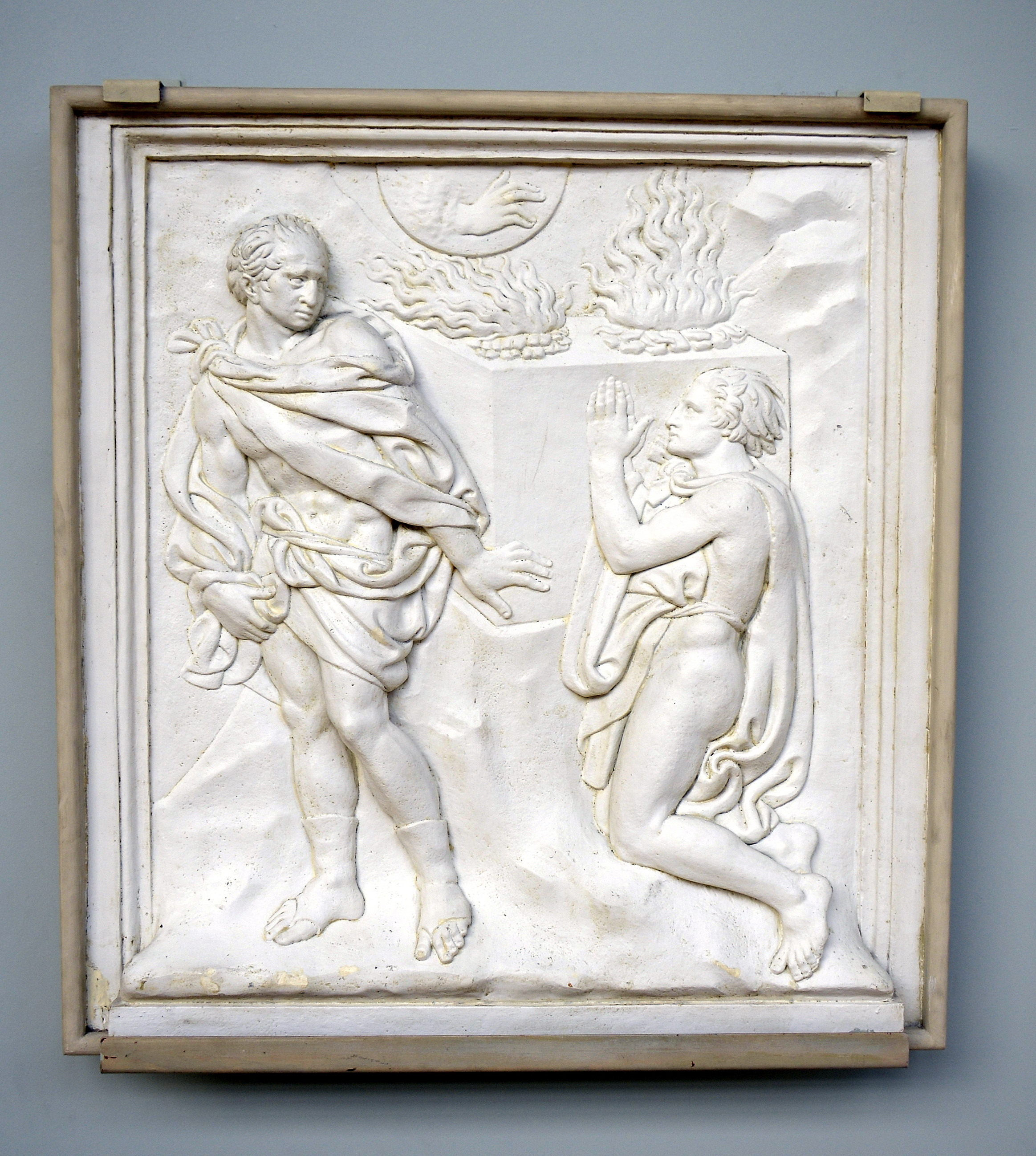
카인과 아벨. 야코포 델라 퀘르시아 (1374–1438)의 청동상 (1425–1438) 석고 복제품, 볼로냐, 이탈리아. 스코틀랜드 국립 박물관, 에든버러

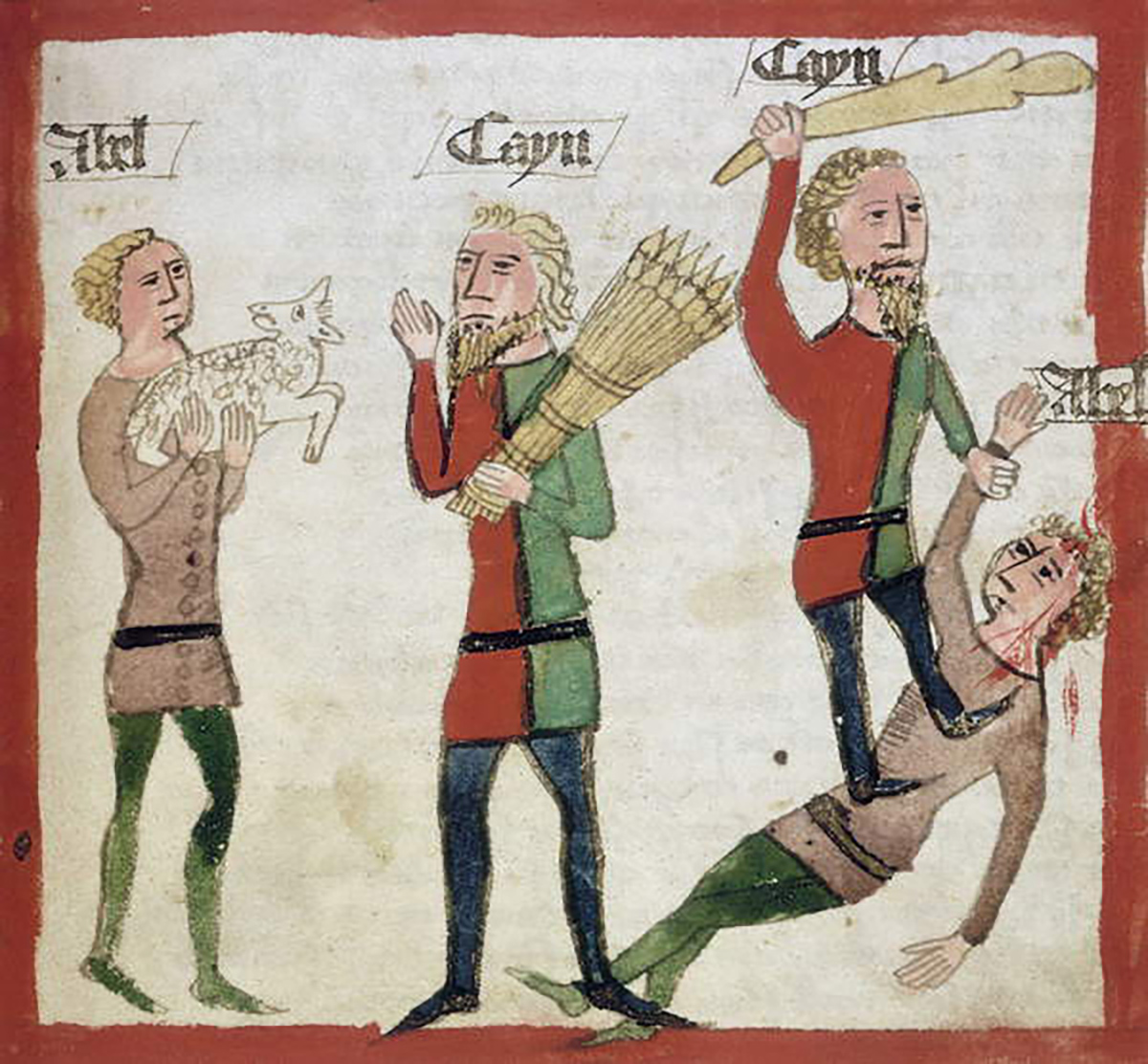
카인과 아벨, 15세기 독일 묘사, 인류 구원경에서 발췌

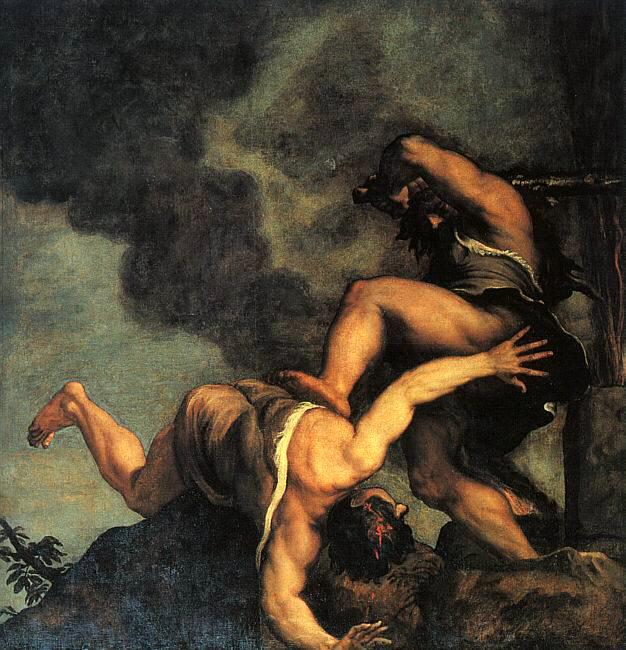
카인과 아벨, 16세기 티치아노 베첼리오의 그림

카인과 아벨을 형제살해의 원형으로 빗대는 언급은 중세 미술과 윌리엄 셰익스피어 작품부터 현대 소설에 이르기까지 수많은 언급과 재해석에서 나타난다.
카인이 살인을 저지를 수 있었던 이유에 대한 뱀 씨앗 설명은 그가 아담의 후손이 아니라 타락천사 또는 사탄 자신의 후손이었기 때문일 수 있다는 것이다.
기독교 헤르메스주의에 대한 논문인 <참된 기독교 헤르메스주의로의 여정: 타로 명상록>은 카인과 아벨의 성경적 기록을 특정 사례를 위해 서술된 형태로 "영원한" 사상을 표현하는 신화로 묘사한다. 이 책은 형제들이 같은 방식으로 같은 신을 숭배한다는 사실 자체로 인해 치명적인 적이 될 수 있다고 주장한다. 저자에 따르면, 종교 전쟁의 원인은 교리나 의식의 차이가 아니라 "평등에 대한 주장" 또는 "계층의 부정"이다.
카인과 아벨에 관한 다른 사소한 전통들도 있었는데, 고대와 근대의 것이 모두 존재했다. 외경인 아담과 하와의 생애는 하와가 카인이 그의 형제의 피를 마시는 꿈을 꾸는 이야기를 전한다. 이 예언이 실현되는 것을 막기 위해 두 젊은이는 헤어져 다른 일을 맡게 된다.

### 문화적 언급
다른 저명한 성경 인물들과 마찬가지로, 카인과 아벨은 티치아노 베첼리오, 페테르 파울 루벤스, 윌리엄 블레이크의 작품을 포함한 많은 예술 작품에 등장한다.
여러 연극이 이 이야기를 암시한다. 윌리엄 셰익스피어의 햄릿에서 클라우디우스 왕과 햄릿 왕은 카인과 아벨의 평행선상에 있다. 바이런 경 또한 자신의 희곡 카인 (희곡)(1821)에서 이 이야기를 다시 쓰고 극화하여, 카인을 다혈질을 상징하고 아벨의 위선과 위선에 의해 도발된 인물로 보았다. 2008년 덴마크 연극 Biblen은 아벨의 카인 살해를 포함한 다양한 성경 이야기를 다루고 재연한다.
많은 소설들이 이 등장인물들을 특징으로 하거나 그들을 밀접하게 기반으로 한다. 미겔 데 우나무노의 1917년 소설 《아벨 산체스: 열정의 이야기》는 카인과 아벨 이야기의 재해석이다. 존 스타인벡의 1952년 소설 에덴의 동쪽(또한 1955년 영화)은 제목에서 카인의 유배를 언급하며, 카인과 아벨 이야기에 대한 논의를 포함하고 이는 줄거리에서 전개된다. 제임스 볼드윈의 1957년 단편 소설 "소니의 블루스"는 카인과 아벨 이야기를 암시하는 것으로 여겨진다. 작가 다니엘 퀸은 자신의 소설 이스마엘 (퀸 소설)(1992)과 이후의 <B의 이야기>(1996)에서 카인과 아벨의 이야기가 그가 전체주의 농업이라고 부르는 것의 시작을 관찰하는 초기 셈족 목동들에 대한 이야기라고 제안한다. 여기서 카인은 첫 번째 '현대' 농업인들을, 아벨은 목축인들을 대표한다. 주제 사라아마구의 2009년 소설 <카인>은 카인의 역사를 아이러니하게 재해석한 것이다.
이들은 또한 텔레비전 시리즈와 알레고리적으로 영화에도 등장했다. 댈러스 (1978)에서 보비 유잉과 J.R. 유잉은 카인과 아벨의 변형으로 묘사되었다. 더욱 직접적인 언급으로는 1950년대부터 DC 코믹스에 카인 (DC 코믹스)과 아벨 (DC 코믹스)이 등장한 것이 있다. 1989년 닐 게이먼은 자신의 그래픽 노블 시리즈 샌드맨 (버티고)에서 이 둘을 반복 등장하는 인물로 만들었다. 대런 애러노프스키의 우화적 영화 마더! (2017)에서는 "맏아들"과 "남동생"이 카인과 아벨을 상징한다.
브루스 스프링스틴의 노래 "아담이 카인을 키웠다"(1978)는 카인의 상징성을 사용한다. 이것은 또한 터미네이터: 사라 코너 연대기 시즌 2 에피소드의 제목이기도 하다.
미국의 헤비메탈 밴드 어벤지드 세븐폴드는 카인과 아벨 이야기에 기반을 둔 "챕터 포"(2003)라는 노래를 가지고 있다. 미국의 헤비메탈 밴드 댄지그는 카인과 아벨 이야기에 영감을 받은 가사의 노래인 "트위스트 오브 카인"을 가지고 있다. 영국의 록 밴드 오아시스 (밴드)는 프론트맨 리암 갤러거가 쓴 "신은 내가 아벨이라고 생각한다"라는 노래를 가지고 있는데, 이는 그의 형이자 밴드 동료인 노엘 갤러거와의 악명 높은 격렬한 관계를 암시한다.

## 같이 보기
- 양과 곡물 사이의 논쟁, 카인과 아벨 이야기에 비유된 수메르 창조 신화
- 겨울과 여름의 논쟁, 카인과 아벨 이야기에 비유된 수메르 창조 신화
- 셋 (성경 인물), 아담과 하와의 셋째 아들
- 로물루스와 레무스

## 내용주
1. ↑  /keɪn/; 고대 히브리어: 틀:Script/Hebr Qayīn, pausa에서 고대 히브리어: קָיִן‎ Qāyīn; 고대 그리스어: Κάϊν Káïn[*]; 아랍어: قابيل/قايين Qābīl / Qāyīn[*]
2. ↑  /ˈeɪbəl/; 고대 히브리어: 틀:Script/Hebr Heḇel, pausa에서 고대 히브리어: הָבֶל‎ Hāḇel; 고대 그리스어: Ἅβελ Hábel[*]; 아랍어: هابيل Hābīl[*]

### 인용
1. ↑  Schwartz, Loebel-Fried & Ginsburg 2004, 447쪽.
2. ↑  Alter, Robert, trans. 2008. "Genesis 4." In The Five Books of Moses. p. 29.
3. ↑  창세기 4:1–18
4. ↑  Kugel 1998, 54–57쪽.
5. ↑  “카인과 아벨”. 《세계사 백과사전》.
6. ↑  “카인과 아벨의 충돌은 고대 청동기 시대의 경쟁을 반영할 수 있다”. 《내셔널 지오그래픽》. 2019년 4월 10일. 2021년 3월 14일에 원본 문서에서 보존된 문서.
7. ↑  Blenkinsopp 2011, 2쪽.
8. ↑  Sailhamer 2010, 301쪽.
9. ↑  Gmirkin 2006, 240–41쪽.
10. ↑  Hendel 2012, 63쪽.
11. ↑  Gmirkin 2006, 6쪽.
12. ↑  Kugler & Hartin 2009, 53–54쪽.
13. ↑  Kramer 1961, 49쪽.
14. ↑  Kramer 1961, 50–51쪽.
15. ↑  Kramer 1961, 51쪽.
16. ↑  Hebrews 11:4
17. ↑  Abel. “아벨 - 쿠란 아랍어 코퍼스에서 쿠란 개념의 존재론”. Corpus.quran.com. 2015년 12월 17일에 확인함.
18. ↑  사히 부하리와 사히 무슬림
19. ↑  이븐 카티르. "수라트 알마이다." Tafsir al-Qur'an al-adhim [성 꾸란 해석].
20. ↑  Benslama, Fethi (2009). 《정신분석과 이슬람의 도전》. 미네소타 대학교 출판부. 189쪽. ISBN 978-0816648887.
21. ↑  이븐 아불-하팀의 Tafsir al-Qur'an al-adhim 및 타프시르 알-타바리의 수라트 알마이다 서술을 각색함
22. 1 2  Tafsir al-Qur'an al-adhim 및 타프시르 알-타바리, 수라트 알마이다
23. ↑  시작과 끝, 이븐 카티르 – 1권
24. ↑  마빈 마이어; 윌리스 반스톤 (2009년 6월 30일). 〈요한의 비밀서〉. 《그노시스 성경》. 샴발라. 2022년 1월 28일에 확인함.
25. ↑  “그노시스주의 - 요한의 묵시록”. 브리태니커 백과사전. 2022년 1월 28일에 확인함.
26. ↑  Byron 2011, 93쪽.
27. ↑  Louis Ginzberg, The Legends of the Jews, Vol. 1, 존스 홉킨스 대학교 출판부, 1998, ISBN 0-8018-5890-9, pp. 105–09
28. ↑  Luttikhuizen 2003, vii쪽.
29. ↑  Byron 2011, 15–19쪽.
30. ↑  Powell, Robert, trans. [1985] 2002. 타로 명상록: 기독교 헤르메스주의로의 여정. pp. 14–15
31. ↑  Williams, David. 1982. "Cain and Beowulf: A Study in Secular Allegory." p. 21. University of Toronto Press.
32. ↑  Hamlin, Hannibal (2013). 《셰익스피어 성경》. OUP Oxford. 154쪽. ISBN 978-0199677610.
33. ↑  de Vries, Ad (1976). 《상징과 이미지 사전》. 암스테르담: 노스-홀랜드 출판사. 75쪽. ISBN 978-0-7204-8021-4.
34. ↑  “성경 (뇌레브로 극장)”. jp.dk. 2008년 10월 5일. 2008년 10월 5일에 원본 문서에서 보존된 문서. 2018년 9월 10일에 확인함.
35. ↑  Quinones, Ricardo J. (2014년 7월 14일). 《카인의 변화: 카인과 아벨 문학의 폭력과 잃어버린 형제》 (영어). 프린스턴 대학교 출판부. 176쪽. ISBN 978-1-4008-6214-6.
36. ↑  “대중문화 101: 에덴의 동쪽”. 《터너 클래식 무비》. 2016년 4월 6일에 원본 문서에서 보존된 문서. 2014년 4월 11일에 확인함.
37. ↑  Stahlberg, Lesleigh Cushing; Hawkins, Peter S. (2017). 《미국 단편 소설 속 성경》 (영어). 블룸스버리 출판사. 43쪽. ISBN 978-1474237185.
38. ↑  McKenzie, Barbara (1974). 《소설의 과정: 현대 이야기와 비평》 (영어). 하코트 브레이스 요바노비치. 45쪽. ISBN 978-0155719866. 볼드윈은 내레이터가 어머니의 경고를 기억할 때 그러한 언어적 단서를 설정한다.
39. ↑  Whittemore, Amie. “이스마엘 – 9부: 9–11절”. 《클리프 노트》. 호튼 미플린 하코트. 2017년 1월 2일에 확인함.
40. ↑  미첼, 졸리언 P.; 메리지, 소피아 (2003). 《종교 중재: 미디어, 종교, 문화 연구》. A&C 블랙. ISBN 978-0567088079. 2017년 9월 2일에 확인함 – Google Books 경유.
41. ↑  Hughes, William (2015). 《고딕 백과사전》. 존 와일리 앤 선즈. ISBN 978-1119064602. 2017년 9월 2일에 확인함 – Google Books 경유.
42. ↑  아담 화이트 (2017년 9월 23일). “마더! 설명됨”. 《데일리 텔레그래프》. 2022년 1월 11일에 원본 문서에서 보존된 문서. 2017년 9월 30일에 확인함.
43. ↑  Margotin, Philippe; Guesdon, Jean-Michel (2020). Bruce Springsteen All the Songs: The Story Behind Every Track. London: Cassell Illustrated. p. 112
44. ↑  Calvert, Bronwen (2017). 《바이오닉 존재: TV 사이보그의 세계》. I.B. 타우리스.
45. ↑  Parillo, Michael (2009년 12월). “드러머, 피처 스토리 제임스 "더 레브" 설리번”. 《모던 드러머》. 2022년 10월 26일에 확인함. 우리는 성경에 나오는 첫 번째 살인에 대한 이야기인 "챕터 포"라는 노래를 가지고 있습니다. 매트 [섀도우스]가 모든 가사를 쓰고, 그는 첫 번째 살인이 멋진 이야기라고 생각합니다.
46. ↑  기터, 마이크 (1987년 10월). “글렌 댄지그: 미스핏의 부활”. RIP 매거진. 2011년 10월 17일에 원본 문서에서 보존된 문서. 2023년 9월 19일에 확인함.
47. ↑  Spitz, Marc (2019년 5월 30일). ““두 형제가 사랑을 나누는 것은 다소 불법이다”: 오아시스의 노엘과 리암 갤러거에 대한 우리의 2005년 특집 기사”. 《스핀》 (미국 영어). 2025년 6월 11일에 확인함.

### 참고문헌
- Alter, Robert (2008). 《모세오경: 주석이 있는 번역》. W. W. 노턴 & 컴퍼니. ISBN 9780393070248.
- BDB, 프랜시스 브라운; 새뮤얼 롤스 드라이버; 찰스 브릭스 (1997). 《브라운 드라이버 브릭스 히브리어 및 영어 사전: 성경 아람어 부록 포함; "스트롱 성경 주석"의 번호 체계로 코드화됨》 7.판. 피바디: 헨드릭슨. ISBN 978-1565632066.
- Byron, John (2011). 《본문과 전통 속의 카인과 아벨: 첫 번째 형제간 경쟁에 대한 유대교 및 기독교적 해석》. 레이던 및 보스턴: 브릴 (출판사). ISBN 978-9004192522.
- Blenkinsopp, Joseph (2011). 《창조, 비창조, 재창조: 창세기 1-11장에 대한 담론적 주석》. 뉴욕: 블룸스버리 T&T 클락. ISBN 978-0-567-37287-1.
- Craig, Kenneth M. Jr. (1999년 12월).  Shepherd, David; Tiemeyer, Lena-Sofia, 편집. 《에덴 외부의 질문들 (창세기 4.1-16): 야훼, 카인, 그리고 그들의 수사적 상호작용》. 《구약성서 연구 저널》 24 (SAGE 출판사). 107–128쪽. doi:10.1177/030908929902408606. ISSN 1476-6728. S2CID 170152565.
- Day, John (2021). 〈카인과 아벨 이야기 해석의 문제점〉. 《창조부터 아브라함까지: 창세기 1-11장에 대한 추가 연구》. 블룸스버리 출판사. 78–97쪽. ISBN 978-0-567-70311-8.
- Doukhan, Abi (2016). 《성경의 망명 초상화: 철학적 해석》. 옥스퍼드: 라우틀리지. ISBN 978-1-4724-7241-0.
- Gmirkin, Russell E. (2006). 《베로소스와 창세기, 마네토와 출애굽기》. 블룸스버리. ISBN 9780567134394.
- Hendel, Ronald (2012). 〈역사적 맥락〉.   Evans, Craig A.; Lohr, Joel N.; Petersen, David L. 《창세기: 구성, 수용, 해석》. BRILL. 51–81쪽. ISBN 978-90-04-22653-1.
- Kugler, Robert; Hartin, Patrick (2009). 《성경 개론》. 에르드만스. ISBN 9780802846365.
- Kramer, 새뮤얼 노아 (1961), 《수메르 신화: 기원전 3천년의 영적 및 문학적 성취 연구: 개정판》, 펜실베이니아주 필라델피아: 펜실베이니아 대학교 출판부, ISBN 978-0-8122-1047-7
- Kugel, 제임스 L. (1998). 《성경의 전통: 공동 시대 초기의 성경 가이드》. 매사추세츠주 케임브리지 [u.a.]: 하버드 대학교 출판부. ISBN 978-0674791510.
- Luttikhuizen, 헤라르트 P., 편집. (2003). 《하와의 아이들: 유대교 및 기독교 전통에서 재해석된 성경 이야기》 5권판. 레이던 및 보스턴: 브릴 (출판사). ISBN 978-9004126152.
- Mann, Steven T. (2021년 9월).  Shepherd, David; Tiemeyer, Lena-Sofia, 편집. 《카인이 있으라: 창세기 4장의 상상력 충돌》. 《구약성서 연구 저널》 46 (SAGE 출판사). 79–95쪽. doi:10.1177/0309089221998390. ISSN 1476-6728. S2CID 238412495.
- Sailhamer, John H. (2010). 《오경의 의미: 계시, 구성 및 해석》. 인터바시티 출판사. ISBN 9780830878888.
- Schlimm, Matthew R. (2011). 〈3부. 형제를 지키는 자를 찾아서: 창세기의 분노와 그 반대 – 에덴 밖의 윤리: 카인과 아벨〉. 《형제 살해부터 용서까지: 창세기의 분노의 언어와 윤리》. 시프루트: 히브리 성경의 문학 및 신학 7. 펜실베이니아주 유니버시티 파크: 아이젠브라운, 펜실베이니아 주립 대학교 출판사의 임프린트. 135–143쪽. doi:10.5325/j.ctv1bxgwgm.15. ISBN 978-1-57506-224-2. S2CID 209438529.
- Schwartz, Howard; Loebel-Fried, Caren; Ginsburg, Elliot K. (2004). 《영혼의 나무: 유대교 신화》. 옥스포드 대학교 출판부. 447쪽. ISBN 978-0195358704.
- Zucker, David J. (2020년 2월). 《내 형벌이 너무 커서 감당할 수 없다: 카인을 기르다》. 《성경 신학 게시판》 50 (성경 신학 게시판 Inc.를 대신한 SAGE 출판사). 7–21쪽. doi:10.1177/0146107919892839. ISSN 1945-7596. S2CID 213466632.

## 추가 자료
- Aptowitzer, Victor (1922). 《아갈다의 카인과 아벨: 외경, 헬레니즘, 기독교, 무함마드 문학》 1권판. R. 뢰비트.
- Glenthøj, Johannes Bartholdy (1997). 《시리아 및 그리스 작가들의 카인과 아벨: (4세기 – 6세기)》. 로바니: 피터스. ISBN 978-9068319095.
- 프리드리히 유스투스 크네히트의 카인과 아벨에 대한 실용 기독교 주석, 런던, B. 헤르더 (1910)

- 위키미디어 공용에 카인과 아벨 관련 미디어 분류가 있습니다.
- 위키문헌에 관련 자료가 있습니다:
  - 성경 (킹 제임스판) / 창세기 4장
  - 값진 진주에 있는 모세서 5장
  - 카인
  - 아벨